# Гайсинский уезд
Га́йсинский уе́зд — административная единица в составе Подольской губернии, существовавшая c 1795 года по 1923 года. Центр — город Гайсин.

## История
Уезд образован в 1795 году в составе Брацлавского наместничества. В 1797 году уезд вошёл в состав Подольской губернии. В 1923 году уезд был расформирован, на его территории образован Гайсинский район Винницкого округа.

## Население
По переписи 1897 года население уезда составляло 248 142 человек, в том числе в городе Гайсин — 9374 жит.

### Национальный состав
Национальный состав по переписи 1897 года:
- украинцы (малороссы) — 214 218 чел. (86,3 %),
- евреи — 25 733 чел. (10,4 %),
- русские — 4662 чел. (1,9 %),
- поляки — 3043 чел. (1,2 %),

## Административное деление
В 1913 году в состав уезда входило 12 волостей: 
| - Грановская — м. Гранов, - Кибличская — м. Киблич, - Кислякская — с. Кисляк, - Красно-Полкская — с. Красная Полка, - Красноселкская — с. Красноселка, - Кунянская — м. Куна, | - Ладыжинская — м. Ладыжино, - Ниже-Крапивнянская — с. Крапивна, - Соболевская — м. Соболевка, - Тепликская — м. Теплик, - Терновская — м. Тернов, - Хащеватская — м. Хащевата. |